# 伊東祐梁
伊東 祐梁（いとう すけむね）は、戦国時代の武将。日向伊東氏の家臣。

## 概要
伊東氏家臣・伊東祐松の子として生まれる。日向伊東氏11代当主・伊東義祐の従甥にあたり、伊東家の一門衆として義祐から重用された。
天文20年（1551年）9月に伊東氏が飫肥南東の目井城を攻めた際には、地頭として置かれていた豊州島津家の新納河内守を討ち取った他、永禄元年（1558年）の板敷での戦いや、永禄10年（1567年）の美々田（耳田）での戦いで活躍。
特に永禄元年（1558年）12月（永禄2年6月説もある）、飫肥城の救援として島津宗家から派遣されていた島津尚久の軍勢と飫肥城北方の板敷で合戦に及んだ際には寡兵でこれを撃退し、春成兵庫頭や奈良原長門守など島津方の名のある武将十三名を討ち取ったという。この勝利を伊東氏では「相州古今希代の手柄」と称えている。
永禄11年（1568年）の第九飫肥役では一軍の将として3800の兵を率い飫肥城包囲に参加。本城の抑えとして新山に布陣し、飫肥城開城に貢献している。豊州島津家が飫肥城を明け渡した後は、新たな飫肥城主となった伊東祐兵の後見として30町を与えられ、飫肥城内の今城に入り祐兵を補佐した。
元亀3年（1572年）の木崎原の戦いでは子・祐信を失い、祐梁も同年のうちに病死した。